# Roger Guyett
Roger Guyett (1961) è un effettista statunitense, direttore degli effetti speciali, noto per aver lavorato in film come Salvate il soldato Ryan nel 1998, Harry Potter e la pietra filosofale nel 2001 e Star Wars - Il risveglio della Forza nel 2015.

## Filmografia

### Effetti visivi
- We're Back! - 4 dinosauri a New York (We're Back! A Dinosaur's Story), regia di Dick Zondag, Ralph Zondag, Phil Nibbelink e Simon Wells (1993)
- Casper, regia di Brad Silberling (1995)
- Twister, regia di Jan de Bont (1996)
- Dragonheart, regia di Rob Cohen (1996)
- Mars Attacks!, regia di Tim Burton (1996)
- Speed 2 - Senza limiti (Speed 2: Cruise Control), regia di Jan de Bont (1997)
- Salvate il soldato Ryan (Saving Private Ryan), regia di Steven Spielberg (1998)
- Reach the Rock, regia di Bill Ryan (1998)
- Le avventure di Rocky e Bullwinkle (The Adventures of Rocky & Bullwinkle), regia di Des McAnuff (2000)
- Sweet November - Dolce novembre (Sweet November), regia di Pat O'Connor (2001)
- Harry Potter e la pietra filosofale (Harry Potter and the Philosopher's Stone), regia di Chris Columbus (2001)
- Timeline - Ai confini del tempo (Timeline), regia di Richard Donner (2003)
- L'ultima alba (Tears of the Sun), regia di Antoine Fuqua (2003)
- Harry Potter e il prigioniero di Azkaban (Harry Potter and the Prisoner of Azkaban), regia di Alfonso Cuarón (2004)
- Amityville Horror, regia di Andrew Douglas (2005)
- Star Wars - Episodio III - La vendetta dei Sith (Star Wars: Episode III - Revenge of the Sith), regia di George Lucas (2005)
- Rent, regia di Chris Columbus (2005)
- Pirati dei Caraibi - La maledizione del forziere fantasma, regia di Gore Verbinski (2006)
- Mission: Impossible III, regia di J. J. Abrams (2006)
- Pirati dei Caraibi - Ai confini del mondo, regia di Gore Verbinski (2007)
- Star Trek, regia di J. J. Abrams (2009)
- Cowboys & Aliens, regia di Jon Favreau (2011)
- Into Darkness - Star Trek, regia di J. J. Abrams (2013)
- Star Wars - Il risveglio della Forza, regia di J. J. Abrams (2015)
- Ready Player One, regia di Steven Spielberg (2018)
- Star Wars - L'ascesa di Skywalker (Star Wars: The Rise of Skywalker) regia di J. J. Abrams (2019)
- Nella bolla (The Bubble), regia di Judd Apatow (2022)

### Attore
- Star Wars - Episodio III - La vendetta dei Sith (Star Wars: Episode III - Revenge of the Sith), regia di George Lucas (2005)

## Riconoscimenti
Premio Oscar 
- 2005 - Candidatura ai migliori effetti speciali per Harry Potter e il prigioniero di Azkaban
- 2010 - Candidatura ai migliori effetti speciali per Star Trek
- 2014 - Candidatura ai migliori effetti speciali per Into Darkness - Star Trek
- 2016 - Candidatura ai migliori effetti speciali per Star Wars - Il risveglio della Forza
- 2019 - Candidatura ai migliori effetti speciali per Ready Player One
- 2020 - Candidatura ai migliori effetti speciali per Star Wars - L'ascesa di Skywalker

 BAFTA 
- 1999 - Migliori effetti speciali per Salvate il soldato Ryan
- 2002 - Candidatura ai migliori effetti speciali per Harry Potter e la pietra filosofale
- 2005 - Candidatura ai migliori effetti speciali per Harry Potter e il prigioniero di Azkaban
- 2010 - Candidatura ai migliori effetti speciali per Star Trek
- 2014 - Candidatura ai migliori effetti speciali per Into Darkness - Star Trek
- 2016 - Migliori effetti speciali per Star Wars - Il risveglio della Forza
- 2019 - Candidatura ai migliori effetti speciali per Ready Player One
- 2020 - Candidatura ai migliori effetti speciali per Star Wars - L'ascesa di Skywalker

 Saturn Award 
- 1999 - Candidatura ai migliori effetti speciali per Salvate il soldato Ryan
- 2002 - Candidatura ai migliori effetti speciali per Harry Potter e la pietra filosofale
- 2005 - Candidatura ai migliori effetti speciali per Harry Potter e il prigioniero di Azkaban
- 2006 - Candidatura ai migliori effetti speciali per Star Wars: Episodio III - La vendetta dei Sith
- 2007 - Candidatura ai migliori effetti speciali per Mission: Impossible III
- 2010 - Candidatura ai migliori effetti speciali per Star Trek
- 2016 - Migliori effetti speciali per Star Wars - Il risveglio della Forza
- 2019 - Candidatura ai migliori effetti speciali per Ready Player One
- 2021 - Migliori effetti speciali per Star Wars - L'ascesa di Skywalker

 Satellite Award 
- 1999 - Candidatura ai migliori effetti speciali per Salvate il soldato Ryan
- 2002 - Candidatura ai migliori effetti speciali per Harry Potter e la pietra filosofale
- 2005 - Migliori effetti speciali per Star Wars: Episodio III - La vendetta dei Sith